# Madison (Wisconsin)
Madison ist die Hauptstadt des US-Bundesstaates Wisconsin und Verwaltungssitz des Dane County im Süden Wisconsins. Madison ist mit 269.840 Einwohnern (Stand: Volkszählung 2020) nach Milwaukee die zweitgrößte Stadt in Wisconsin. Madison ist Universitätsstadt, Verwaltungs- und Wirtschaftszentrum sowie Kernstadt der Metropolregion Madison. Die Stadt ist Bischofssitz der Diözese Madison der katholischen Kirche.
Benannt ist Madison nach James Madison, dem vierten Präsidenten der Vereinigten Staaten.

## Geschichte
Zu Beginn des 19. Jahrhunderts lebten Ho-Chunk-Indianer, auch Winnebago genannt, in der Umgebung des heutigen Madison. Diese nannten das Gebiet „Taychopera“, was „Land der vier Seen“ (Lake Mendota, Lake Monona, Lake Kegonsa und Lake Waubesa) bedeutet. Nach dem Black Hawk War 1832 mussten die Indianer dieses Land der US-Regierung überlassen, die 1835 begann, es zu verkaufen. Unter den Käufern war auch James Duane Doty, ein Landspekulant und Lobbyist, der etwa 1.000 Acres (4 km2) auf dem Isthmus zwischen den Seen Mendota und Monona erwarb. Zusammen mit Partnern plante er die zukünftige Stadt Madison. Unter Einflussnahme von Doty wurde 1836 beschlossen, den Hauptort des damaligen Wisconsin-Territoriums von Belmont ins zentral zwischen Michigansee und Mississippi River gelegene, aber damals erst auf dem Papier existierende Madison zu verlegen.

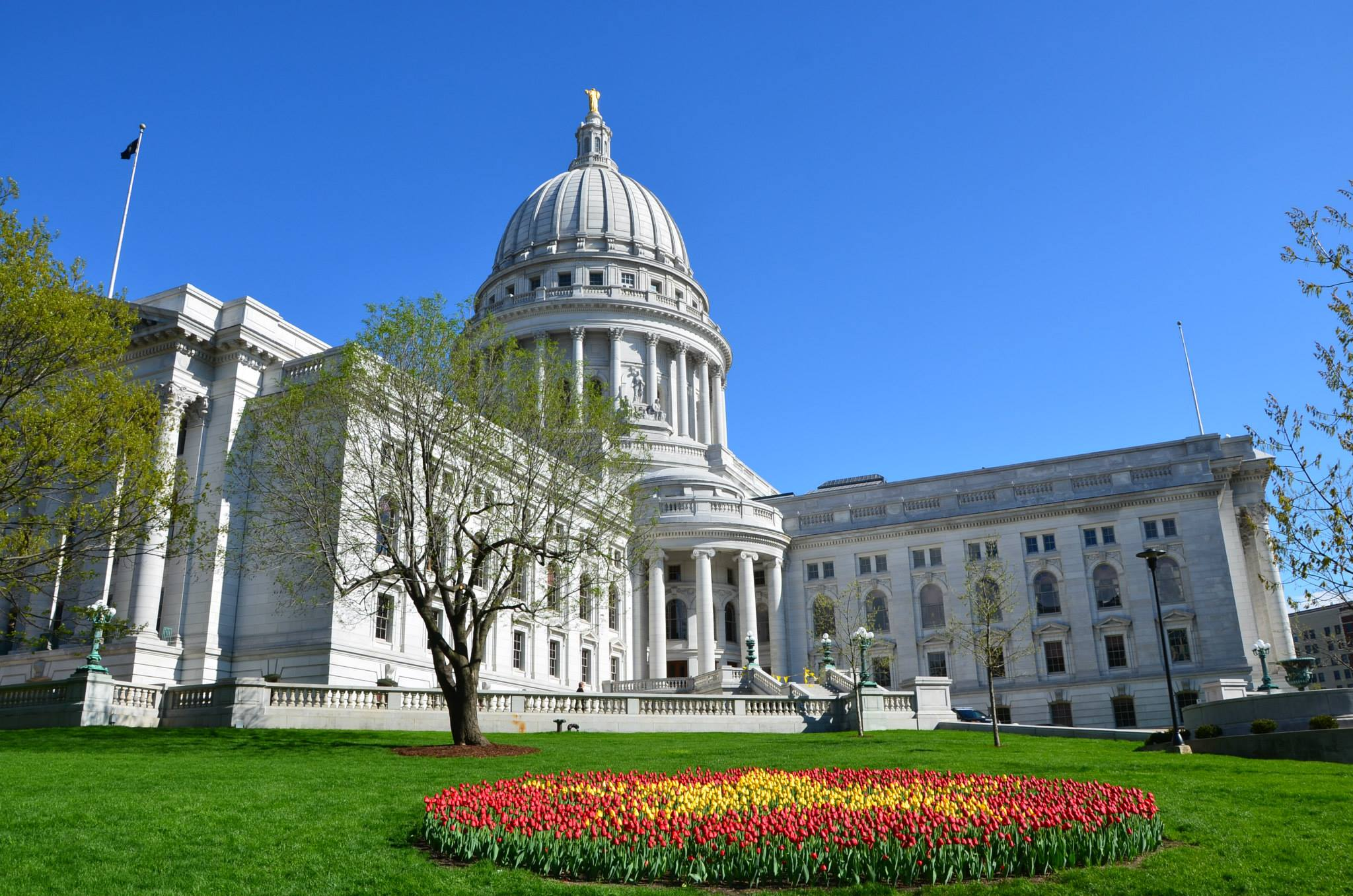
Wisconsin State Capitol (2013)

1837 ließen sich die ersten Siedler nieder, und der Bau des ersten Kapitols in Madison begann. Nachdem Wisconsin 1848 Bundesstaat der USA wurde, blieb Madison Hauptstadt und zählte 626 Einwohner. Im gleichen Jahr wurde die University of Wisconsin gegründet. In der Folgezeit wuchs der Ort schnell. 1854 erreichte die Eisenbahn Madison, was wesentlich zum wirtschaftlichen Aufschwung der Stadt in den Folgejahren beitrug. 1856 wurde Madison Stadt (City of Madison) und hatte bereits 6.864 Einwohner. Die ersten Siedler kamen von der Ostküste. Ihnen folgten bald Einwanderer aus Europa, vor allem aus Deutschland, Irland und Norwegen. Nachdem das erste Kapitol zu klein geworden war, begann 1857 der Bau des zweiten Kapitols in Madison nach einem Entwurf des deutschen Einwanderers August Kutzbock. Dieses wurde 1869 fertiggestellt und brannte 1904 ab. Daraufhin wurde 1907 mit dem Bau des derzeitigen, dritten Kapitols begonnen. Fertigstellung war 1917.

## Geographie und Klima
Madison befindet sich im Zentrum von Dane County im Süden von Wisconsin, westlich von Milwaukee und nordwestlich von Chicago.
Madison wird oft als „die Stadt der vier Seen“ bezeichnet: Lake Mendota, Lake Monona, Lake Waubesa und Lake Kegonsa. Downtown Madison liegt auf einer Landenge zwischen dem Lake Mendota und dem Lake Monona.
Madison befindet sich, ähnlich wie der Rest des amerikanischen Mittleren Westens, in einer kontinentalen Klimazone, vor allem spürbar durch den gewaltigen Unterschied zwischen Sommer- und Wintertemperaturen.
|                       | Jan   | Feb   | Mär  | Apr  | Mai  | Jun  | Jul  | Aug   | Sep  | Okt  | Nov  | Dez   |   |       |
| Mittl. Tagesmax. (°C) | −4,0  | −1,1  | 5,3  | 13,7 | 20,5 | 25,7 | 28,0 | 26,4  | 21,9 | 15,5 | 6,7  | −1,2  | ⌀ | 13,2  |
| Mittl. Tagesmin. (°C) | −13,8 | −11,6 | −5,0 | 1,2  | 6,8  | 12,3 | 15,3 | 13,8  | 9,0  | 3,2  | −2,9 | −10,3 | ⌀ | 1,6   |
|                       |       |       |      |      |      |      |      |       |      |      |      |       |   |       |
| Niederschlag (mm)     | 27,2  | 27,4  | 55,1 | 72,6 | 79,8 | 93,0 | 86,1 | 102,6 | 85,6 | 55,1 | 53,1 | 46,7  | Σ | 784,3 |
|                       |       |       |      |      |      |      |      |       |      |      |      |       |   |       |
| Sonnenstunden (h/d)   | 4,2   | 5,5   | 7,0  | 7,5  | 8,6  | 10,5 | 10,6 | 9,4   | 8,6  | 6,5  | 4,1  | 3,5   | ⌀ | 7,2   |
|                       |       |       |      |      |      |      |      |       |      |      |      |       |   |       |
| Regentage (d)         | 5,9   | 4,8   | 7,6  | 8,6  | 8,6  | 8,2  | 8,0  | 7,9   | 7,6  | 7,2  | 7,0  | 6,9   | Σ | 88,3  |
|                       |       |       |      |      |      |      |      |       |      |      |      |       |   |       |
| Luftfeuchtigkeit (%)  | 75    | 73    | 71   | 66   | 66   | 68   | 71   | 74    | 77   | 73   | 77   | 79    | ⌀ | 72,5  |

| −13,8 |

| −11,6 |

| −5,0 |

| 1,2 |

| 6,8 |

| 12,3 |

| 15,3 |

| 13,8 |

| 9,0 |

| 3,2 |

| −2,9 |

| −10,3 |

| −13,8 |

| −11,6 |

| −5,0 |

| 1,2 |

| 6,8 |

| 12,3 |

| 15,3 |

| 13,8 |

| 9,0 |

| 3,2 |

| −2,9 |

| −10,3 |

## Städtepartnerschaften
- Bahir Dar in Äthiopien, seit 2019
- Arcatao in El Salvador
- Camagüey in Kuba, seit 1988
- Freiburg im Breisgau in Deutschland, seit 1986
- Kanifing Municipal in Gambia, seit 2016
- Mantua in Italien, seit 2001
- Obihiro in Japan, seit 2003
- Tepatitlán in Mexiko, seit 2012
- Vilnius in Litauen, seit 1988

## Kultur und Sehenswürdigkeiten

### Museen
- Chazen Museum of Art (früher Elvehjem Museum of Art)
- Geology Museum der Universität
- Madison Children’s Museum
- State of Wisconsin Historical Museum
- Textile Museum der Universität
- Wisconsin Veterans Museum

### Sehenswürdigkeiten
- Wisconsin State Capitol, mit Aussichtsplattform und einer allegorischen Darstellung der Germania im Senatssaal
- Monona Terrace (nach einem Plan von Frank Lloyd Wright)
- First Unitarian Society Meetinghouse (Frank Lloyd Wright)
- State Street (verkehrsberuhigte Einkaufsstraße)
- University of Wisconsin-Madison
- Synagoge, erbaut 1863
- Lake Mendota und Lake Monona
- diverse Indianergrabhügel, u. a. auf dem Campus der Universität (unweit der Sternwarte)
- Memorial Union, mit einem traditionell deutsch ausgemalten Ratskeller (Wandbild mit 8 lebensgroßen Kneipanten[3])
- Memorial Union Terrace
Auf der Terrace, direkt am Lake Mendota gelegen, trifft sich vor allem in den wärmeren Monaten Jung und Alt. Sowohl Studenten, Absolventen und Einheimische treffen sich hier, um die zahlreichen Freizeitmöglichkeiten, die hier angeboten werden, zu nutzen. Dazu zählen unter anderem die Möglichkeiten ein Kanu oder ein Segelboot auszuborgen, dem Sportclub Hoofers beizutreten, einheimisches Bier im Rathskeller auszuprobieren, Bratwürste vom „Brat Stand“ zu genießen, zu lernen oder zu einfach die Aussicht genießen. Jeden Montagabend finden Filmabende statt, an denen die neuesten Filme in einer gratis Vorstellung vorgeführt werden. Während der Sommermonate finden die sogenannten „Hot Summer Nights“ statt, an denen Bands der verschiedensten Genres (von Salsa bis zu Punk) gratis Konzerte spielen.

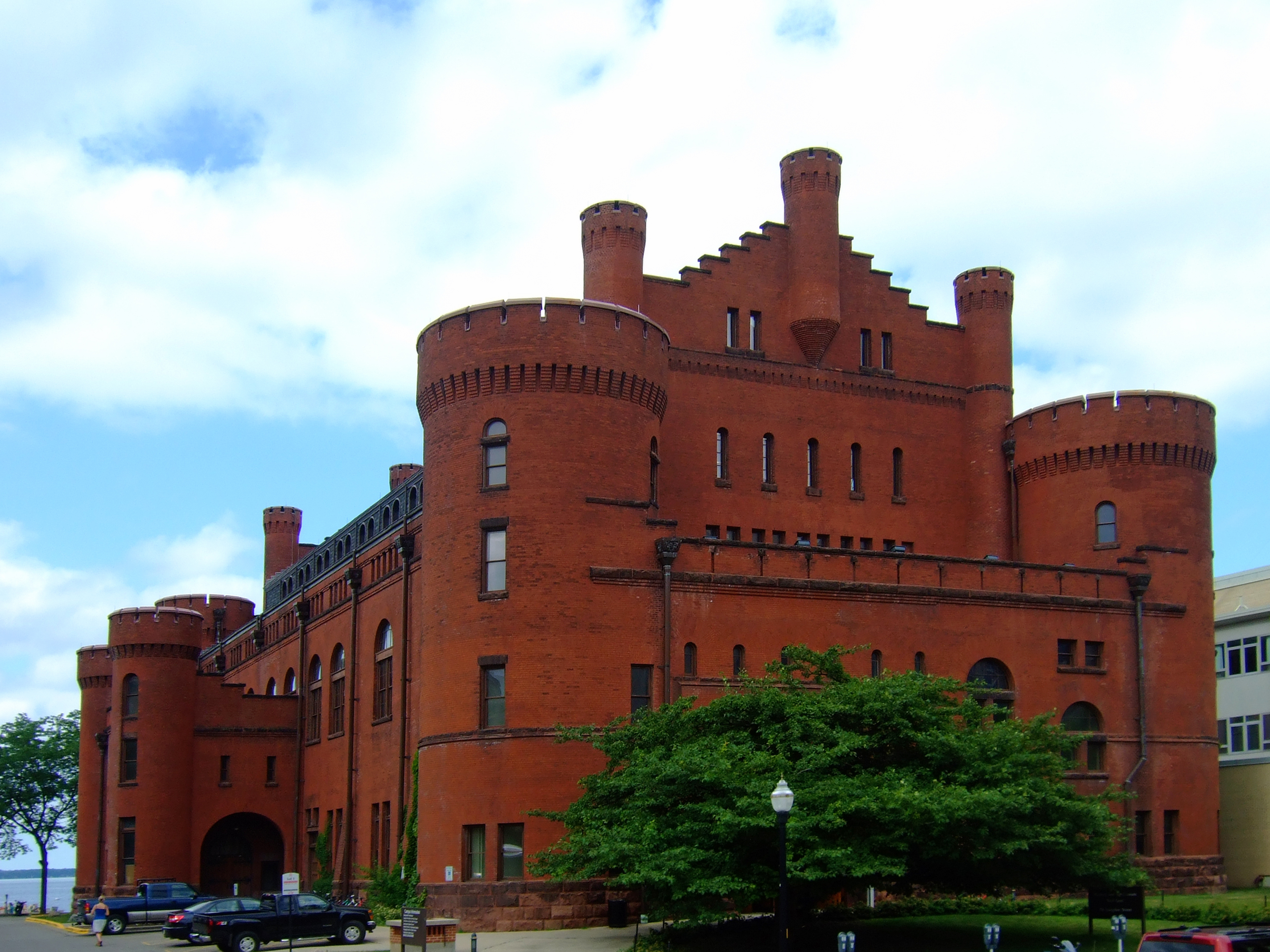
University of Wisconsin Armory and Gymnasium (2009)

Der National Park Service weist für Madison acht National Historic Landmarks aus (Stand Dezember 2016), darunter das Wisconsin State Capitol, das Harold C. Bradley House, das Governor’s Mansion, das University of Wisconsin Armory and Gymnasium und die University of Wisconsin Science Hall. 137 Bauwerke und Stätten der Stadt sind im National Register of Historic Places (NRHP) eingetragen (Stand 14. November 2018).

### Botanische und zoologische Gärten
- Allen Centennial Garden der University of Wisconsin-Madison
- Arboretum der University of Wisconsin-Madison
- Botany Garden der University of Wisconsin-Madison
- Henry Vilas Zoo
- Olbrich Botanical Garden

## Wirtschaft und Infrastruktur
Die Metropolregion von Madison erbrachte 2016 ein Bruttoinlandsprodukt von 47,4 Milliarden US-Dollar und belegte damit Platz 61 unter den Großräumen der USA. Die Arbeitslosenquote in der Metropolregion betrug nur 2,1 Prozent und gehört zu den niedrigsten des Landes (Stand: Mai 2018). Das persönliche Pro-Kopf Einkommen liegt 2016 bei 53.595 US-Dollar, womit Madison ein überdurchschnittliches Einkommensniveau besitzt.

### Medien
In Madison erscheinen zwei Tageszeitungen, die Capital Times und das Wisconsin State Journal. Das kostenlose Stadtmagazin Isthmus erscheint wöchentlich. Lokale Fernsehprogramme sind MCC12 (Madison City Channel), MMSD (Metropolitan Madison School District), WBUW (WB57), WHA (PBS), WISC-TV (CBS), WKOW (ABC27), WMSN (FOX47), WMTV (NBC15) und WYOU (Wisconsin Community TV).
Eine Besonderheit ist die wöchentlich erscheinende Zeitung The Onion. Hierbei handelt es sich um eine satirische Zeitung, in der ausschließlich Nachrichten zu finden sind, die nicht der Wahrheit entsprechen. Die erscheinenden Ausgaben sind in ganz Madison gratis zu erhalten.

### Bildung

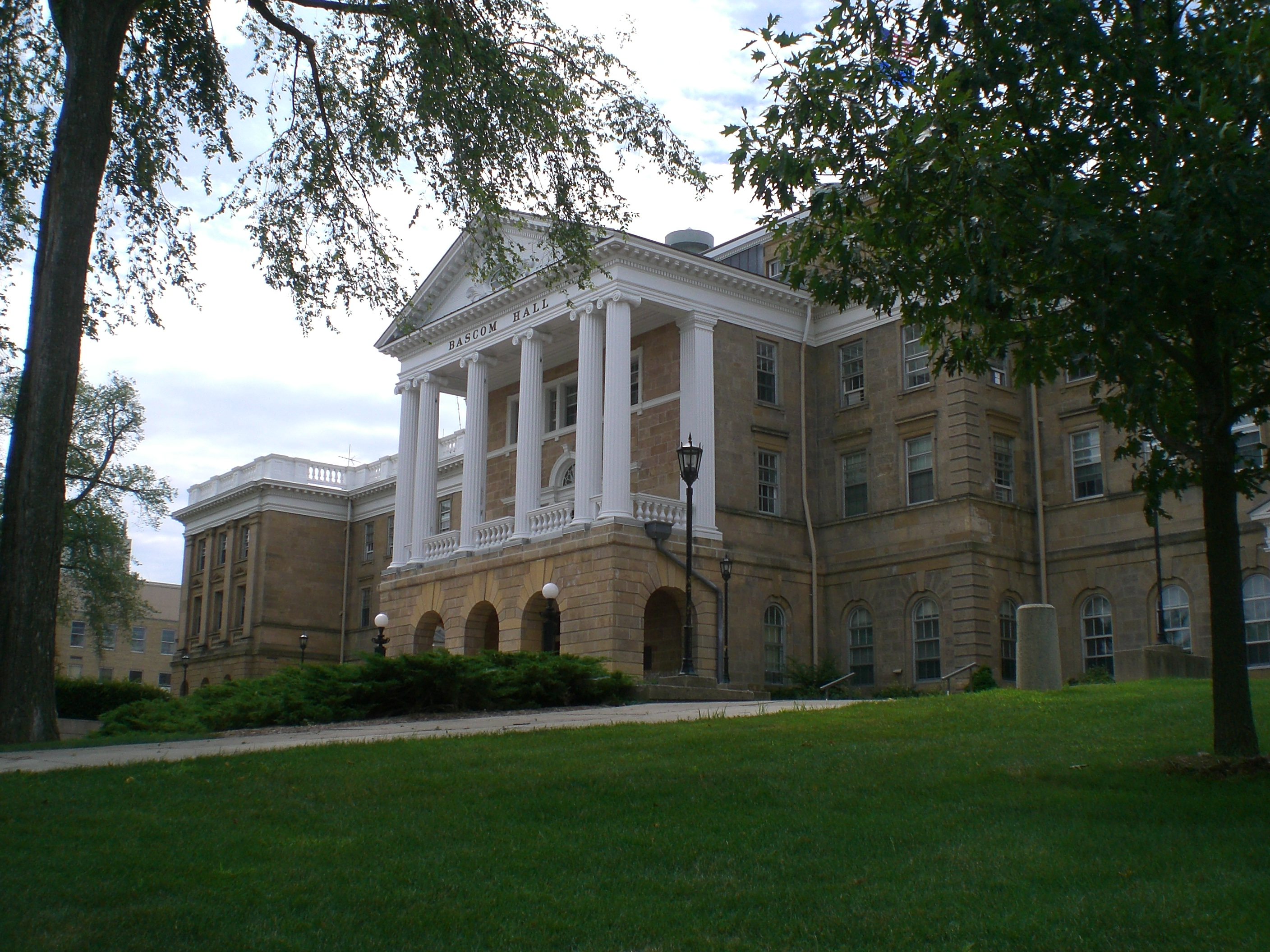
University of Wisconsin-Madison, Bascom Hall

Die 1848 gegründete University of Wisconsin–Madison zählt mit über 40.000 Studenten (Stand 2009) zu den größten und renommiertesten öffentlichen Universitäten in den USA. Der ans Stadtzentrum angrenzende Campus liegt am Südufer des Lake Mendota. Das „Red Gym“ beherbergt das Informationszentrum der Universität für Studenten und Besucher.
Wie an vielen amerikanischen Universitäten spielt Sport eine wichtige Rolle. Die Heimspiele der Football-Mannschaft werden im „Camp Randall Stadium“ ausgetragen. Die Basketball- und Eishockey-Mannschaften spielen im „Kohl Center“. Das offizielle Maskottchen der Universitätsmannschaften ist der Dachs „Buckingham U. Badger“. Sein Spitzname lautet jedoch „Bucky Badger“.
Die Universitätsfarben der University of Wisconsin–Madison sind Kardinalrot und Weiß.

## Bevölkerung
Nach der Volkszählung im Jahr 2020 lebten in Madison 269.840 Menschen in 110.294 Haushalten. Die Bevölkerungsdichte betrug 1518 Einwohner pro Quadratkilometer. In den 110.294 Haushalten lebten statistisch je 2,21 Personen.
Ethnisch betrachtet setzte sich die Bevölkerung zusammen aus 78,6 Prozent Weißen, 7,0 Prozent Afroamerikanern, 0,5 Prozent amerikanischen Ureinwohnern, 9,0 Prozent Asiaten sowie 4,9 Prozent aus anderen ethnischen Gruppen; 3,5 Prozent stammten von zwei oder mehr Ethnien ab. Unabhängig von der ethnischen Zugehörigkeit waren 7,0 Prozent der Bevölkerung spanischer oder lateinamerikanischer Abstammung.
16,3 Prozent der Bevölkerung waren unter 18 Jahre alt, 72,1 Prozent waren zwischen 18 und 64 und 11,6 Prozent waren 65 Jahre oder älter. 50,5 Prozent der Bevölkerung war weiblich.
Das mittlere jährliche Einkommen eines Haushalts lag bei 65.332 USD. Das Pro-Kopf-Einkommen betrug 38.285 USD. 16,9 Prozent der Einwohner lebten unterhalb der Armutsgrenze.

## Persönlichkeiten

### Persönlichkeiten, die vor Ort gewirkt haben
- David Atwood (1815–1889), Politiker; Bürgermeister von Madison (1868–1869)
- Halvor Steenerson (1852–1926), Politiker
- Frank Lloyd Wright (1867–1959), Architekt
- August Sauthoff (1876–1950), Arzt und Psychiater
- Harry Sauthoff (1879–1966), Rechtsanwalt und Politiker
- George L. Mosse (1918–1999), Historiker
- Elroy Hirsch (1923–2004), Footballspieler
- Willy Haeberli (1925–2021), schweizerisch-US-amerikanischer Physiker
- Howard M. Temin (1934–1994), Biologe und Nobelpreisträger
- Luther Allison (1939–1997), Bluesmusiker
- Margaret George (* 1943), Schriftstellerin historischer Romane; lebt in Madison
- Francis Halzen (* 1944), Physiker, Entwicklung des IceCube-Neutrinoobservatoriums am Südpol
- Mark Johnson (* 1957), Eishockeyspieler und -trainer; wuchs in Madison auf

### Musikbands
- Bongzilla (gegründet 1996), Sludge-Band
- Masked Intruder (gegründet 2011), Melodycore-Band

## Filmaufzeichnungen in Madison
- Stroszek (1977)
- Mach’s noch mal, Dad (1986)
- For Keeps (1988)
- I Love Trouble – Nichts als Ärger (1994)
- Außer Kontrolle (1996)
- Der große Macher (1997)
- Tief wie der Ozean (1999)
- Side Effects (2005)
- Der letzte Kuss (2006)
- Barefoot to Jerusalem (2008)
- Public Enemies (2009)